# Microbatrachella capensis
Microbatrachella capensis é uma espécie de anfíbio da família Petropedetidae. É a única espécie do género Microbatrachella.
É endémica da África do Sul.
Os seus habitats naturais são: matagais mediterrânicos, pântanos, marismas de água doce e marismas intermitentes de água doce.
Está ameaçada por perda de habitat.